# Kallikrates

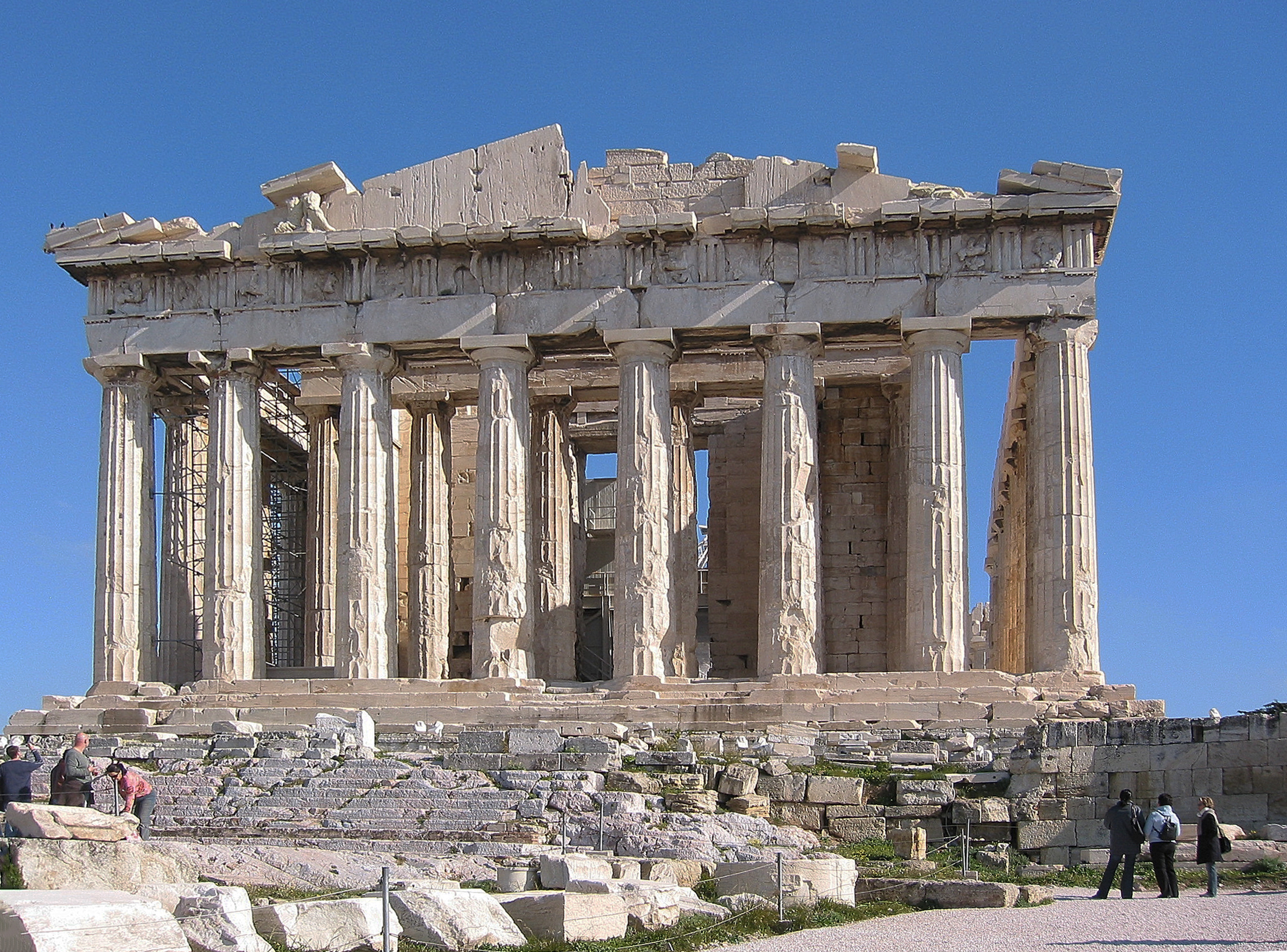
het Parthenon

Kallikrates (Oudgrieks: Καλλικράτης) was een Atheens architect uit de 5e eeuw v.Chr..
Hij werkte samen met Ictinus en Phidias aan de bouw van het Parthenon op de Akropolis van Athene. Hij tekende bovendien de plannen voor de tempel van Athena Nike.
- Gemeinsame Normdatei: 119126893
- Union List of Artist Names: 500033640
- Virtual International Authority File: 42641193
- WorldCat: E39PBJpdQPrHxxCPbTDvGJbyBP